# Keishū Tanaka

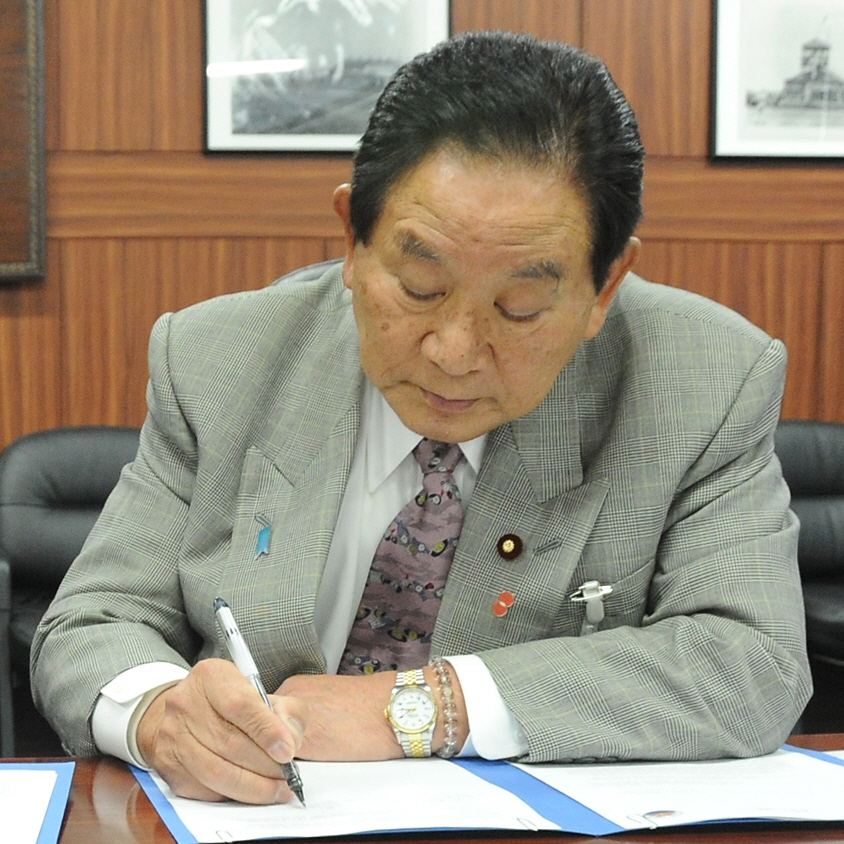
Keishū Tanaka, 2011

Keishū Tanaka (jap. 田中 慶秋, Tanaka Keishū; * 6. März 1938 in Namie, Präfektur Fukushima; † 4. Januar 2022 in Yokohama, Präfektur Kanagawa) war ein japanischer Politiker und mit Unterbrechungen von 1983 bis 2012 Abgeordneter im Shūgiin, dem Unterhaus des nationalen Parlaments, aus Kanagawa, zuletzt als Mitglied der Demokratischen Partei (Ex-DSP-Gruppe). 2012 war er für mehrere Wochen Justizminister im umgebildeten Kabinett Noda.

## Werdegang
Tanaka absolvierte 1960 sein Studium an der ingenieurswissenschaftlichen Fakultät der Tōkai-Universität und wurde 1961 Angestellter bei Koito Kōgyō (heute: KI Holdings) in Yokohama (Kanagawa), wo er in der Gewerkschaft aktiv war. In die Politik wechselte er bei der Parlamentswahl in Kanagawa 1971, bei denen er für die erste von drei aufeinanderfolgenden Legislaturperioden ins Präfekturparlament gewählt wurde.
Bei der Shūgiin-Wahl 1983 wechselte Tanaka in die nationale Politik: Für die Demokratisch-Sozialistische Partei (DSP) kandidierte er im viermandatigen Wahlkreis Kanagawa 4 als Nachfolger für den verstorbenen DSP-Abgeordneten Takamochi Takahashi. Mit dem dritthöchsten Stimmenanteil zog er ins Shūgiin ein und wurde 1986 wiedergewählt. Bei der Wahl 1990 nominierten Liberaldemokratische Partei und Sozialistische Partei Japans je zwei statt bisher einen Kandidaten im 4. Wahlkreis Kanagawa; Tanaka erzielte nur den sechsthöchsten Stimmenanteil und schied aus dem Parlament aus. 1993 wurde der Wahlkreis zwar auf fünf Mandate vergrößert, aber er erhielt erneut nur den sechsthöchsten Stimmenanteil.
Wie die meisten DSP-Mitglieder schloss sich Tanaka 1994 der Neuen Fortschrittspartei (NFP) an, für die er nach der Wahlrechtsreform im neuen Einmandatswahlkreis Kanagawa 5 antrat. Bei der Shūgiin-Wahl 1996 zog er gegen einen Liberaldemokraten, einen Demokraten und einen Kommunisten erneut ins Parlament ein. Nach der Auflösung der NFP kam er 1998 über die „Neue Brüderlichkeitspartei“ von Kansei Nakano zur Demokratischen Partei. Für diese konnte er seinen Wahlkreis 2000, 2003 und 2009 verteidigen – nur bei der „Postprivatisierungswahl“ 2005 unterlag er dem Liberaldemokraten Manabu Sakai und verfehlte mit einem schwachen Wahlkreisergebnis auch eine Wiederwahl im Verhältniswahlblock. Innerhalb der Demokratischen Partei gehört er zu den Führungspolitikern der Kawabata-Gruppe, der Faktion um ehemalige DSP-Mitglieder, in der er seit 2005 auch den formalen Vorsitz führt.
Nach dem Demokratischen Wahlsieg 2009 übernahm Tanaka den Vorsitz im Kabinettsausschuss des Shūgiin, 2010 den Vorsitz im Wirtschaftsausschuss. 2011 wurde er unter dem neuen Parteivorsitzenden Yoshihiko Noda einer der Vizevorsitzenden der Partei. Am 1. Oktober 2012 wurde er bei einer Umbildung von Parteiführung und Kabinett Nachfolger von Makoto Taki als Justizminister und erhielt auch die Zuständigkeit für die „Entführungsfrage“. Kurz nach seinem Amtsantritt als Minister wurden eine (grundsätzlich verbotene) politische Spende von einem Ausländer und dass er vor 30 Jahren die Hochzeit eines Yakuza-Bandenchefs arrangiert hatte öffentlich. Nur drei Wochen nach seiner Ernennung zum Justizminister trat er von seinem Amt zurück, offiziell aus „gesundheitlichen Gründen“.
Bei der Shūgiin-Wahl 2012 wurde Tanaka abgewählt: Den Wahlkreis Kanagawa 5 verlor er mit 11,5 % als viertplatzierter Kandidat abgeschlagen an Manabu Sakai, auf der Verhältniswahlliste der Demokraten in Süd-Kantō landete er damit auf dem 24., viertletzten Platz – bei vier Verhältniswahlmandaten für die Partei.